# 리하르트 아돌프 지그몬디
리하르트 아돌프 지그몬디(독일어: Richard Adolf Zsigmondy, 1865년 4월 1일 ~ 1929년 9월 23일)는 오스트리아의 화학자이다.
빈에서 출생하여 빈 대학교와 뮌헨 대학교에서 공부하였다. 1903년 콜로이드 입자를 검사하기 위해 한외 현미경을 발명하였으며, 금 콜로이드를 비롯하여 각종 콜로이드 용액의 제법 및 그 성질을 연구하여 콜로이드 화학에 공헌하여 1925년에 노벨 화학상을 받았다. 저서로 《콜로이드 화학》이 있다.

## 참고 문헌
- 이 문서에는 다음커뮤니케이션(현 카카오)에서 GFDL 또는 CC-SA 라이선스로 배포한 글로벌 세계대백과사전의 내용을 기초로 작성된 글이 포함되어 있습니다.
- J. Reitstötter (1966). “Richard Zsigmondy”. 《Journal Colloid & Polymer Science》 211 (1–2): 6–7. doi:10.1007/BF01500203.
- “R. Zsigmondy (1865–1929)”. 《Nature》 206 (4980): 139. 1965. Bibcode:1965Natur.206Q.139.. doi:10.1038/206139a0.
- Lottermoser (1929). “Richard Zsigmondy zum Gedächtnis”. 《Zeitschrift für Angewandte Chemie》 42 (46): 1069–1070. doi:10.1002/ange.19290424602.
- “Richard Zsigmondy zum 60. Geburtstage”. 《Zeitschrift für Angewandte Chemie》 38 (14): 289–289. 1925. doi:10.1002/ange.19250381402.
- H. Freundlich (1930). “Richard Zsigmondy zum 60. Geburtstage”. 《Berichte der deutschen chemischen Gesellschaft》 63 (11): A171–A175. doi:10.1002/cber.19300631144.